# Laurent Barnabé Dedon
Laurent Barnabé Dedon, né le 10 juin 1765 à Toul (Trois-Évêchés), mort le 29 octobre 1810 à Naples (Italie), est un militaire français de la Révolution et de l’Empire.

## États de service
Il entre en service le 1er août 1779, en qualité d’aspirant à l’école d’artillerie de Metz, et il y est admis comme élève le 1er août 1780. Le 25 juillet 1781, il est nommé lieutenant au régiment d'artillerie de Grenoble, et il est commissionné dans ce grade le 17 mai 1789.
Le 1er avril 1791, il reçoit son brevet de capitaine en second dans le régiment d'artillerie de Strasbourg, et le 15 mai 1792, il devient capitaine de 1re classe. Il participe à la campagne de cette année-là et celle de 1793, aux armées de la Moselle, du Rhin et de l’Ouest. Il sert aux camps de Sarreguemines et de Sarrelouis, et il contribue à la prise de Kostheim, défendue par 3 000 saxons. Il assiste à la reddition de Spire et de Worms, de Philippsburg, de Mayence et de Francfort. Enfermé dans Mayence et Cassel, il participe plus tard à la défense de ces deux places investies par les troupes prussiennes.
Il est nommé chef de bataillon le 5 juin 1793, et à l’armée de l’Ouest, il prend une part active aux affaires de Montaigu le 21 septembre 1793, de Noirmoutier les 28 et 29 septembre, de Cholet le 17 octobre , et de Mortagne en mars 1794. Envoyé à l’armée d’Angleterre en 1797, il passe à l’armée du Rhin en 1798, et il se fait remarquer pendant la retraite de Mannheim. Nommé directeur de l’artillerie à Nantes, il part peu de temps après à la sous-direction de l’artillerie de Cette, où il avait été muté le 1er juin 1797, et qu’il n’avait pas rejoint. 
Il est promu colonel le 18 avril 1803, et il retourne à Nantes en qualité de directeur titulaire de l’artillerie de cette place et de la 12e division militaire. Il est fait chevalier de la Légion d’honneur le 11 décembre 1803, et officier de l’ordre le 14 juin 1804.
Partie pour la Grande Armée en octobre 1805, il est d’abord chargé de la direction des équipages d’artillerie sous les ordres du général Lacombe Saint-Michel, puis il se rend à Naples, où il fait les campagnes de 1806 et 1807. En septembre 1808, il est employé à Corfou, il quitte cette ville le 10 mai 1810, pour aller prendre le commandement du parc d’artillerie de siège et de campagne qui s’organisait en Calabre pour l’expédition de Sicile. Il est créé chevalier de l’Empire le 15 août 1810.
Il meurt à Naples le 29 octobre 1810, des fatigues de cette longue et pénible opération.

## Famille
- Frère du général François Louis Dedon-Duclos (1762-1830).

## Dotation
- Le 17 mars 1808, donataire d’une rente de 1 000 francs sur le Mont-de-Milan.

## Sources
- A. Lievyns, Jean Maurice Verdot, Pierre Bégat, Fastes de la Légion-d'honneur, biographie de tous les décorés accompagnée de l'histoire législative et réglementaire de l'ordre, Tome 3, Bureau de l’administration, 1844, 529 p. (lire en ligne), p. 101.
- Vicomte Révérend, Armorial du premier empire, tome 2, Honoré Champion, libraire, Paris, 1897, p. 22.
- « La noblesse d’Empire » (consulté le 2 mars 2016)
- Laurent Barnabé Dedon du Clos  sur roglo.eu
- Léon Hennet, Etat militaire de France pour l’année 1793, Siège de la société, Paris, 1903, p. 127.
- Bulletin de la Société archéologique et historique de Nantes et de Loire-Atlantique, Volume 135, Société archéologique et historique, 2000, p. 53.